# Nain et géant
Nain et géant er en fransk stumfilm fra 1901 af Georges Méliès.